# ポリヌクレオチド
ポリヌクレオチド分子（英: polynucleotide molecule）は、13個以上のヌクレオチドモノマーが鎖状に共有結合してできた生体高分子である。DNA（デオキシリボ核酸）とRNA（リボ核酸）は、それぞれ異なる生物学的機能を持つポリヌクレオチドの例である。ポリ（poly）という接頭語は、古代ギリシャ語の πολυς（polys、多くの）に由来する。DNAは2本のポリヌクレオチドの鎖で構成され、それぞれの鎖は二重のらせん状になっている。

## 配列
一般に、同一のポリヌクレオチド中にDNAとRNAは共存することはないが、4種類のヌクレオチドは鎖の中で任意の順序で存在する可能性がある。所与のポリヌクレオチドでDNAまたはRNAの種の配列は、生物または科学実験におけるその機能を決定する主な要因である。

## 生物のポリヌクレオチド
ポリヌクレオチドは、すべての生物が自然に持っている。生物のゲノムは、非常に長いポリヌクレオチドの相補的なペアが二重らせんの形でお互いに巻きついて構成されている。ポリヌクレオチドは、生物の中で他にもさまざまな役割を果たしている。

## 科学実験におけるポリヌクレオチド
ポリヌクレオチドは、ポリメラーゼ連鎖反応（PCR）やDNAシークエンシングなどの生化学実験で用いられている。ポリヌクレオチドはまた、オリゴヌクレオチド（一般に30サブユニット未満の小さなヌクレオチド鎖）から人工的にも作られている。ポリメラーゼという酵素を用いて科学者が指定したパターンに従ってヌクレオチドを追加して鎖を伸ばす。

## 核酸塩基とリボースのプレバイオティック縮合
生命がどのようにして誕生したのかを理解するためには、もっともらしい原始的な環境下で生命の主要構成要素の形成を可能にする、化学的経路についての知識が必要である。RNAワールドの仮説によれば、原始スープには浮遊リボヌクレオチドが存在していた。これらは、直列に結合してRNAを形成する基本的な分子であった。RNAのような複雑な分子は、物理化学的なプロセスによって反応性が支配された小分子から生まれたのであろう。RNAを構成するプリンとピリミジンの各ヌクレオチドはどちらも信頼性の高い情報伝達に必要であり、このようにしてダーウィンの自然淘汰と進化が実現された。Namらは、水性微小液滴中で核酸塩基とリボースを直接縮合してリボヌクレオシドを生成し、これがRNA生成の鍵となるステップであることを実証した。同様の結果は、Beckerらにより、ウェット-ドライサイクルを用いて得られた。